# 34558 Annasavelyeva
34558 Annasavelyeva este o planetă minoră (asteroid) din centura de asteroizi. A fost descoperită pe 27 septembrie 2000 la Experimental Test Site⁠(d) de Lincoln Near-Earth Asteroid Research. 
Obiectul prezintă o orbită caracterizată de o semiaxă mare de 2,977649 UAi, o excentricitate de 0,03, o înclinație de 9,56468 ° în raport cu ecliptica.